# دانیل سمنزاتو
دانیل سمنزاتو (انگلیسی: Daniel Semenzato؛ زادهٔ ۱۱ ژانویهٔ ۱۹۸۷) بازیکن فوتبال اهل ایتالیا است.
از باشگاه‌هایی که در آن بازی کرده‌است می‌توان به باشگاه فوتبال اینتر میلان، باشگاه فوتبال لچه، باشگاه فوتبال فروزینونه، باشگاه فوتبال کرمونزه، باشگاه فوتبال چیتادلا، باشگاه فوتبال ونتزیا، و باشگاه فوتبال کومو اشاره کرد.
وی همچنین در تیم‌های ملی فوتبال زیر ۱۷ سال ایتالیا و زیر ۱۹ سال ایتالیا بازی کرده‌است.